# Caroline Burckle
Caroline Burckle est une nageuse américaine, née le 24 juin 1986 à Louisville (Kentucky). 
Elle remporte la médaille de bronze olympique lors des Jeux olympiques d'été de 2008 à Pékin, dans l'épreuve du relais 4 × 200 m nage libre. Elle est aussi médaillée d'or aux Jeux panaméricains de 2007 de Rio de Janeiro, en 800 m nage libre.